# Baby Bells

Las áreas de servicio de las Compañías Operadoras Regionales Bell en los Estados Unidos contiguos tras de la disolución del Sistema Bell en 1984
Ameritech
Bell Atlantic
BellSouth
Cincinnati Bell
NYNEX
Pacific Telesis
Southern New England Telephone
AT&T Southwest
US West

Una Compañía Operadora Regional de Bell (RBOC por sus siglas en inglés), conocidas como Baby Bells, fue una entidad corporativa creada a raíz de la demanda antimonopolio interpuesta por el Departamento de Justicia de los Estados Unidos contra Western Electric Company y American Telephone and Telegraph Company (AT&T) en 1949 y de una demanda interpuesta en 1974 contra AT&T ( Estados Unidos contra AT&T ). Las demandas se resolvieron mediante la Modificación de la Sentencia Definitiva en agosto de 1982.
AT&T acordó desprenderse de sus compañías operadoras de servicios de intercambio local, a partir del 1 de enero de 1984. El grupo de compañías operadoras locales se dividió en siete nuevas Compañías Operadoras Regionales Bell independientes, que pasaron a conocerse como las Baby Bells.
Aún existen tres empresas que tienen una RBOC como predecesora: AT&T, Verizon y Lumen Technologies (anteriormente CenturyTel y CenturyLink). Otras empresas se aferran a segmentos más pequeños de las compañias.

## Las Compañías Baby Bell
Una Baby Bell era una compañía telefónica local de los Estados Unidos que existía en el momento de la división de AT&T en las Regional Bell Operating Companies (RBOC) resultantes. A veces, también denominadas como las ILEC (operador de intercambio local titular), que eran de la antiguo Bell System o la compañía telefónica independiente responsable de proporcionar servicios de intercambio telefónico local en un área geográfica específica.
Después de la Modificación de la Sentencia Definitiva, las Baby Bells resultantes se denominaron originalmente::
- Ameritech
- Bell Atlantic
- BellSouth
- NYNEX
- Pacific Telesis
- Southwestern Bell
- US West
- Cincinnati Bell
- Frontier Communications of Connecticut

Antes de 1984, AT&T Corp. también tenía inversiones en dos empresas más pequeñas e independientes: Cincinnati Bell y Southern New England Telephone (SNET). Tras la desintegración de 1984, estas también se independizaron por completo. A las nueve compañías holding de telefonía local se les asignó una parte de los derechos de la marca Bell.